# Jan Antonín Mareš
Jan Antonín Mareš (1719, Chotěboř –1794, Petrohrad) byl český hudebník, hornista, violoncellista, konstruktér a vynálezce.

## Život a působení
Narodil se v Chotěboři, hudbu a zpěv studoval v tamním klášteře. Později hru na roh také v Drážďanech a hru na violoncello v Berlíně. Tam se seznámil s knížetem Bestuževem a na jeho radu odešel roku 1748 do Petrohradu a podstatnou část života pak prožil v Rusku v Petěrburské oblasti. Je zakladatelem tzv. „ruské rohové hudby“, což byl sbor 37 hornistů, původně z poddaných knížete Naryškina, z nichž každý hrál pouze jeden tón chromatické stupnice. Podobný orchestr pak vznikl i u carského dvora a Mareš se stal jeho kapelníkem. V Chotěboři je dnes téměř neznámý, v Rusku je však ctěn a vážen.